# علی حجت کاشانی
علی حجت کاشانی سپهبد ارتش شاهنشاهی ایران، معاون نخست‌وزیر و رئیس سازمان تربیت بدنی بود. وی پس از پیروزی انقلاب ۱۳۵۷ ایران در زندان قصر تیرباران شد. در دوران ریاست حجت کاشانی بر سازمان تربیت بدنی، ورزش ایران توانست در بازی‌های آسیایی تهران صاحب ۶۴ مدال از جمله ۳۰ مدال طلا بشود. وی همچنین نقش مهمی در پذیرفته‌شدن مجدد ورزش چین در مجامع بین‌المللی را داشت.
علی‌حجت کاشانی پس از تصمیم مراکش مبنی بر قطع وابستگی به فرانسه در زمینه آموزش نظامی از جانب ایران در چارچوب کمکهای فنی و به عنوان رئیس هیئت مستشاری نظامی ایران به آن کشور اعزام و دانشکده افسری مراکش را برپا ساخت که خدماتش مورد توجه مقامات مراکش قرار گرفت.
وی که در میان اهالی جامعه ورزش معروف به «تیمسار حجت» بود از اردیبهشت سال ۱۳۵۱ و مقارن نهمین سال نخست‌وزیری امیرعباس هویدا معاون او و رئیس سازمان تربیت بدنی شد.
در نهایت در تاریخ سحر گاه ۲۲ فروردین ۱۳۵۸ به فرمان صادق خلخالی تیرباران شد.

## خانواده
علی حجت کاشانی در روستای دیزباد نیشابور واقع در استان خراسان در خانواده‌ای مذهبی متولد شد.
او همسر اختر الملوک امیر طهماسب بود و همچنین داماد عبدالله امیر طهماسب وزیر دوره قاجار و پهلوی بود

## محاکمه و اعدام
حجت کاشانی در دادگاه انقلاب محاکمه شد. وی که از داشتن وکیل مدافع محروم شده بود، به حکم صادق خلخالی «محارب» و «مهدورالدم» تشخیص داده شد و در ۲۲ فروردین ۱۳۵۸ در زندان قصر تیرباران شد.
از جمله اتهامات او فعالیت‌های ورزشی و و برگزاری بازی‌های آسیایی تهران بود. در بخشی از کیفرخواست علیه وی آمده بود: «به یاد می‌آورید آن وقت‌ها که قدرت در دست شماها بود و با برگزاری برنامه‌های نمایشی المپیک‌ها و غیره و غیره جوانان را به منجلاب فساد می‌کشاندید در حالی که وظیفه شما این بود که جوان‌های ما را به صورت سالم پرورش بدهید.».
علی حجت کاشانی یکی از ۴۳۸ نفری است که اعدام‌شان در گزارش اسفند ۱۳۵۸ سازمان عفو بین‌الملل ثبت شده‌است.